# Neches
Il Neches (Neches River) è un fiume del sud-ovest degli Stati Uniti, affluente del fiume Sabine, che a sua volta sfocia nel Golfo del Messico. Ha una lunghezza di 669 km e un bacino idrografico di 25.928 km².
Amministrativamente, il fiume scorre interamente dallo Stato del Texas.